# Calotipia

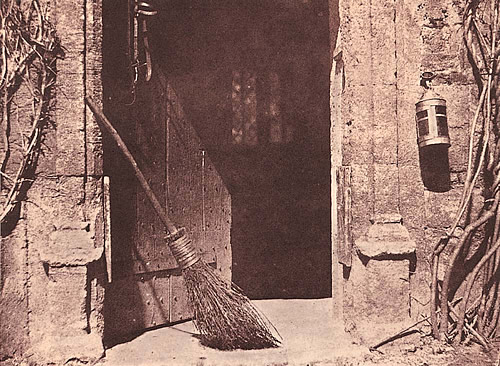
Calotipia proveniente dal libro Pencil of Nature, 1844

La calotipia o talbotipia è un procedimento fotografico per lo sviluppo di immagini riproducibili con la tecnica del negativo / positivo. Messo a punto da William Henry Fox Talbot, venne comunicato alla Royal Society successivamente a quello sviluppato da Daguerre, nel 1839. Venne brevettato nel 1841.
Il nome calotipia è composto dalle parole greche kalos, bello, e typos, stampa; era conosciuto anche come talbotipia o disegno fotogenico, specialmente nei suoi sviluppi iniziali.
A differenza del metodo di Daguerre, la calotipia permette di produrre copie di un'immagine utilizzando il negativo, la qualità della stampa risulta però inferiore rispetto al dagherrotipo, specialmente nei dettagli. Inoltre, la possibilità di ottenere immagini riproducibili non rendeva il prodotto calotopico prezioso come l'opera unica del dagherrotipo, delineandone però l'utilità nella varietà di impieghi che necessitavano di immagini riprodotte, come Talbot stesso dimostrò nel suo libro illustrato The Pencil of Nature (1844-1846).

## Storia
Talbot iniziò i suoi esperimenti nel 1833, in seguito a infruttuosi tentativi di disegno con la camera lucida sulle rive del lago di Como. Tornato in Inghilterra, tentò di fissare l'immagine su un foglio di carta. Vi riuscì immergendo la carta in una soluzione di sale da cucina e nitrato d'argento, provocando la formazione di cloruro d'argento imbevuto nel foglio. Talbot pose quindi degli oggetti sopra il foglio ed espose il tutto alla luce, verificando la comparsa della proiezione dell'immagine sul foglio ma con toni invertiti, un negativo. Chiamò questa tecnica sciadografia. Capì che per mantenere l'immagine doveva fissarla in qualche modo. A questo scopo usò inizialmente una forte soluzione di sale da cucina, che rese il nitrato d'argento meno sensibile alla luce, ma non risolveva completamente il problema. La soluzione definitiva richiese l'utilizzo dell'iposolfito di sodio, scoperto successivamente da John Herschel.

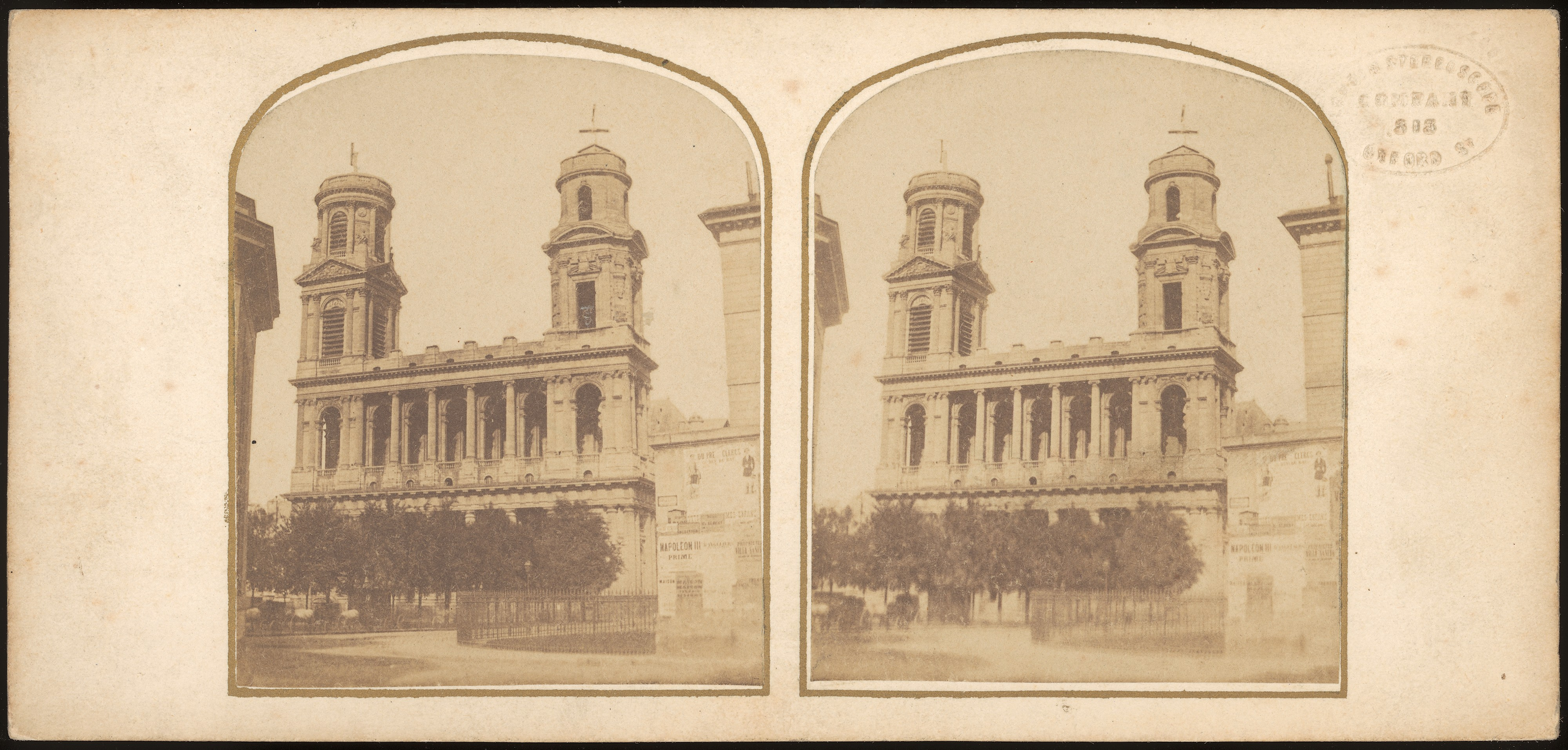
Anonimo, calotipo sterescopico, Metropolitan Museum of Art, New York, 1840–50

La necessità di utilizzare una camera oscura per fotografare l'ambiente richiese la messa a punto del procedimento che si trasformò nella calotipia.
Nel 1851 il fotografo Gustave Le Gray scoprì che cerando il foglio si otteneva una qualità maggiore, a scapito della sensibilità alla luce che richiedeva un tempo maggiore per essere impressionata sul negativo.

## Realizzazione
La produzione di una calotipia richiede le seguenti fasi:

### Scelta del supporto
La carta da utilizzare deve essere di ottima qualità, senza imperfezioni o pieghe, con una trama costante e lineare. Si utilizzava anche la normale carta per scrivere.

### Preparazione della carta
Questa fase può essere completata in due varianti. La prima esposta si riferisce al testo La fotografia moderna: trattato teoricopratico di Ugo Bettini, mentre la seconda prepara il foglio in due fasi, la prima in studio e la seconda poco prima dell'esposizione:
Prima variante
- Inceratura. All'interno di una vasca in cui è stata sciolta della cera vengono immersi singolarmente i fogli di carta, quindi con della carta assorbente e una superficie calda si elimina l'eccesso di cera, per evitare macchie sull'immagine. Per questo motivo, non si devono creare pieghe o grumi.
Questa fase è necessaria per rendere il negativo più trasparente.

- Iodurazione. Vengono immersi i fogli in una soluzione realizzata portando ad ebollizione 6 litri d'acqua con 400 grammi di riso. Viene quindi filtrata con della tela e aggiunti 90 grammi di zucchero di latte. Dopo aver filtrato nuovamente la soluzione con della carta, si aggiungono di 20 grammi di ioduro di potassio e 5 grammi di bromuro di potassio.
I fogli vengono quindi immersi per circa tre ore e sistemati ad asciugare.

- Sensibilizzazione. La fotosensibilizzazione avviene al buio, immergendo i fogli per 6 minuti in una soluzione di acqua distillata (1 litro), nitrato d'argento (60 grammi) e acido acetico (60 cc.). Segue un risciacquo e asciugatura pressando i fogli con carta assorbente.
I fogli preparati possono essere conservati anche venti giorni, fissati su cartoncino o altro supporto rigido.

Seconda variante
- La carta è immersa in una soluzione di nitrato d'argento e parzialmente asciugata, quindi imbevuta in una soluzione di iodato di potassio per due o tre minuti, risciacquata e asciugata. Viene quindi conservata al buio.
- Poco prima di essere impressionata dalla luce, la carta viene coperta da una soluzione di nitrato d'argento e acido gallico, miscelati in parti uguali. La carta viene asciugata in parte, perché reagisce meglio alla luce se ancora umida.

### Esposizione
L'esposizione alla luce richiedeva un tempo da 10 secondi a qualche minuto, molto più rapido della dagherrotipia.

### Sviluppo
Dopo l'esposizione alla luce è necessario rivelare l'immagine impressionata sul foglio. In questa fase, chiamata sviluppo, si immerge il foglio in una soluzione composta da 2 litri di acqua distillata e 2 grammi di acido gallico.
 
Dopo qualche minuto si vedrà apparire l'immagine. Successivamente sciacquata in acqua comune, può essere rafforzata immergendola nuovamente nella soluzione a cui si sono aggiunte poche gocce di nitrato d'argento.

### Fissaggio
Il processo finale richiede un'immersione del foglio per circa mezz'ora in una soluzione di iposolfito di sodio al 12% o bromuro di potassio e un lavaggio finale, accurato, in acqua comune. Si ottiene il negativo dell'immagine, che sarà la fonte di tutte le stampe successive.

### Stampa
Inizialmente la stampa era prodotta fotografando nuovamente il negativo e sviluppando a calotipia, ma la qualità non era affatto soddisfacente e risultava complesso.

Il procedimento comunemente utilizzato, sviluppato dallo stesso Talbot, consisteva nell'utilizzo dei fogli di carta da scrittura immersi in una soluzione di comune sale da cucina, asciugati e pennellati da un lato con il nitrato d'argento. Il foglio ottenuto era unito insieme al negativo all'interno di due lastre di vetro, quindi esposto alla luce del sole per circa quindici minuti.

La stampa finale riproduceva l'immagine con una tonalità marrone, quasi rossa, in positivo.

## Strumenti
Le fotocamere utilizzate erano semplici scatole di legno, con un obiettivo fisso in vetro e ottone.